# 2017년 비르알아베드 모스크 테러
2017년 비르알아베드 모스크 테러는 2017년 11월 24일 이집트 샤말시나 주 비르알아베드의 수피파 모스크에서 발생하였다. 해당 모스크에는 주무아 시간으로, 사원에 많은 예배자들이 있었다. 14명의 괴한이 침입하여 폭탄을 테러하고 총기를 난사하여 270명이 사망하고 109명이 부상당했으며, 이는 이집트에서 발생했던 테러 중 가장 많은 사상자를 낸 테러가 되었다.